# 三峡酒
三峡酒是湖北巴东县出产的一种白酒，源于1962年当地成立的“野三关国营酒厂”，后数度易名。三峡酒乃以玉米、高粱、小麦等为主料，用生态固态法发酵酿造工艺酿成；现产品包括大曲浓香型白酒和小曲清香型白酒。